# Carsten Bjørnlund
Carsten Bjørnlund (* 28. Juni 1973 in Kopenhagen) ist ein dänischer Schauspieler.

## Leben
Carsten Bjørnlund wuchs in Nordseeland auf. Seine Kindheit und Jugend war geprägt von den zahlreichen Umzügen seiner Eltern. So wuchs er in Lundtofte, Virum, Ordrup, Snekkersten und Helsingør auf und besuchte sechs verschiedene Schulen. Seine schulische Ausbildung brach Bjørnlund im Alter von 17 Jahren nach der zehnten Klasse ab, als er mit seinen Eltern in Helsingør lebte. Mit der Schauspielerei in Berührung kam er kurze Zeit später durch Perron X, ein städtisches Theater-Projekt in Helsingør für arbeitslose Jugendliche. Im Rahmen des Projekts spielte er die Hauptrolle eines indischen Jungen in dem Theaterstück Perlen (1990). Bjørnlund fand Gefallen an der Theaterarbeit, und der Lehrer von Perron X gab ihm eigenen Angaben zufolge den Mut, eine professionelle Schauspielkarriere anzustreben. Im zweiten Versuch fand er Aufnahme an der Staatlichen Theaterschule in Kopenhagen, wo er bis 2002 sein Schauspielstudium absolvierte.
2002 übernahm Bjørnlund den Part des Michael in Henrik Sartous Inszenierung des preisgekrönten dänischen Spielfilms Das Fest am Kopenhagener Mammutteatret. Es folgten Nebenrollen sowohl in klassischen Stücken als auch moderneren Stoffen an Kopenhagener Schauspielhäusern wie dem Det Kongelige Teater, Aveny-Teatret, Grønnegårds Teatret oder Østre Gasværk Teater. Eine jahrelange Zusammenarbeit verbindet den Schauspieler seit 2005 mit dem Regisseur Nikolaj Cederholm der Bjørnlund mehrfach in seinen Inszenierungen besetzte (Guitaristerne, Alle mennesker er dødelige, Åh Gud, Guitaristernes Jul, Män som blir en smula irriterade i sällskap med kvinnor). 2011 war Bjørnlund in Alexa Thers moderner Inszenierung von Anna Karenina (Betty Nansen Teatret) neben Stine Stengade als Graf Wronskij zu sehen.
Parallel zu seiner Arbeit im Theater übernahm Bjørnlund Rollen in dänischen Film- und Fernsehproduktionen. Er spezialisierte sich vor allem auf aggressive und bedrohliche Figuren. Dazu zählen der Part des ehemaligen Gefängnisinsassen Patrik in der Serie Forsvar (2003–2004), die Nebenrollen des Alkoholikers Lars in der Serie Album (2008) und des mordverdächtigen Soldaten Søgaard in der Serie Kommissarin Lund – Das Verbrechen II (2009) sowie seine Darstellungen eines psychopathischen Serienmörders in der Fernsehproduktion Nordlicht – Mörder ohne Reue und eines radikalen Aktivisten in der Kinoproduktion ID:A – Identität anonym (beide 2011). Erfolgreich gegen seinen Typ besetzt wurde Bjørnlund in seiner ersten Kinohauptrolle En enkelt til Korsør (2008). In Gert Fredholms Komödie stellte er einen Volkshochschullehrer dar, der sich in eine lesbische Kursteilnehmerin (dargestellt von Lærke Winther Andersen) verliebt. Seine Darstellung des Rasmus brachte ihm 2009 eine Nominierung für den dänischen Filmpreis Robert als Bester Hauptdarsteller ein. 2011 folgte mit The Thing eine erste Nebenrolle im US-amerikanischen Kino. Nach dem Erfolg der dänischen Fernsehserie Rita, in der er an der Seite von Titelheldin Mille Dinesen den Schulleiter Rasmus spielte, folgten mit dem Mehrteiler Bødlen (2012) und der Serie Die Erbschaft weitere Auftritte im dänischen Fernsehen. Für seine Darstellung des Anwalts und Familienvaters Frederik Grønnegaard, der am titelgebenden Erbschaftsstreit um einen Landsitz zu zerbrechen droht, gewann er 2015 den Robert als bester Serien-Hauptdarsteller.
Carsten Bjørnlund lebt in Frederiksberg. Er ist seit 2004 mit seiner Schauspielkollegin Signe Skov verheiratet, die u. a. in seinen Filmen Comeback und En enkelt til Korsør (beide 2008) Rollen bekleidete. Aus der Beziehung gingen zwei Söhne hervor. Neben der Arbeit als Schauspieler widmet sich Bjørnlund der Musik. 2010 war er Mitbegründer der Band Rovdrift, in der er als Sänger und Texter agiert.

## Theater (Auswahl)
- 2002: Festen (Mammutteatret, Kopenhagen – Rolle: Michael)
- 2003: En gæst (Aveny-Teatret, Kopenhagen)
- 2005: Guitaristerne (Mungo Park Teater, Allerød – Rolle: Hesselhud)
- 2005: Røverne (Det Kongelige Teater, Kopenhagen)
- 2005/2006: Indenfor murene (Det Kongelige Teater, Kopenhagen – Rolle: Dr. Herming)
- 2006: Liv og død på cafe Olfert Fischer (Mammutteatret, Kopenhagen – Rolle: Gregers-Bo)
- 2006: Guitaristerne (Bellevue Teatret, Klampenborg – Rolle: Hesselhud)
- 2006: Carol og slagtehuset (Bådteatret, Kopenhagen – Rolle: Enkel)
- 2006: Alle mennesker er dødelige (Det Kongelige Teater, Kopenhagen – Rolle: Fosca)
- 2007: Åh Gud (Edison Teatret, Frederiksberg – Rolle: Carsten)
- 2008: Hamlet (Det Kongelige Teater, Kopenhagen – Rolle: Claudius)
- 2008: Ordet (Det Kongelige Teater, Kopenhagen – Rolle: Arzt)
- 2008: The Political Tinker (Grønnegårds Teatret, Kopenhagen – Rolle: verschiedene Figuren)
- 2008: Guitaristernes Jul (Østre Gasværk Teater, Kopenhagen – Rolle: Hesselhud)
- 2009: Ugly Bugly (Det Kongelige Teater, Kopenhagen – Rolle: Mister King)
- 2009: PPP – Pier Paolo Pasolini (Ny Aveny Teatret, Frederiksberg – Rolle: Sigmund Freud)
- 2011: Män som blir en smula irriterade i sällskap med kvinnor (Uppsala Stadsteater, Uppsala – Rolle: Karl Horland)
- 2011: Anna Karenina (Betty Nansen Teatret, Frederiksberg – Rolle: Graf Wronskij)

## Filmografie

### Filme
- 2002: Debutanten (Kurzfilm)
- 2003: Das Erbe (Arven)
- 2004: Lad de små børn
- 2005: Den rette ånd
- 2006: Ynglinge (Kurzfilm)
- 2006: Hej hej Nikolaj (Kurzfilm)
- 2006: Tre somre (Kurzfilm)
- 2007: Knus (Kurzfilm)
- 2007: Mors dreng (Fernsehfilm)
- 2008: Comeback
- 2008: En enkelt til Korsør
- 2010: Nothing’s All Bad – Smukke mennesker (Smukke mennesker)
- 2011: The Forest (Kurzfilm)
- 2011: Labrador
- 2011: The Thing
- 2011: ID:A – Identität anonym (ID:A)
- 2013: Skytten
- 2014: Sig Altid Farvel i Tide (Kurzfilm)
- 2018: Eine Affäre – Verbotene Liebe (En affære)
- 2019: Weihnachten im Schnee
- 2022: Schule am Meer – Frischer Wind
- 2023: Schule am Meer – Familienbande

### Fernsehserien
- 2000: Hotellet (drei Folgen)
- 2003: Skjulte spor (eine Folge)
- 2003–2004: Forsvar (neun Folgen)
- 2006: Der Adler – Die Spur des Verbrechens (Ørnen, eine Folge)
- 2007: Anna Pihl – Auf Streife in Kopenhagen (Anna Pihl, zwei Folgen)
- 2008: Album (zwei Folgen)
- 2008: Sommer (zwei Folgen)
- 2009: Kommissarin Lund – Das Verbrechen II (Forbrydelsen II, zehn Folgen)
- 2009: Pagten (18 Folgen)
- 2011: Nordlicht – Mörder ohne Reue (Den som dræber, zwei Folgen)
- 2012–2020: Rita (26 Folgen)
- 2013: Bødlen (Fernsehmehrteiler, zwei Folgen)
- 2014–2017: Die Erbschaft (Arvingerne, 26 Folgen)
- 2018: Liberty (5 Folgen)
- 2018: Herr und Frau Bulle – Tod im Kiez (eine Folge)
- 2021: White Sands – Strand der Geheimnisse (Hvide Sande, acht Folgen)
- 2023: Eine Billion Dollar (Fernsehserie)

## Nominierungen & Auszeichnungen
- 2009: Robert-Nominierung für En enkelt til Korsør (Bester Hauptdarsteller)
- 2012: Nominierung für die Goldene Nymphe des Festival de Télévision de Monte-Carlo für Rita9 (Bester Darsteller in einer Dramaserie)
- 2013: Robert-Nominierung für Rita (Bester Serien-Hauptdarsteller)
- 2014: Nominierung für die Goldene Nymphe des Festival de Télévision de Monte-Carlo für Rita9 (Bester Darsteller in einer Dramaserie)
- 2014: Robert-Nominierung für Rita (Bester Serien-Hauptdarsteller)
- 2015: Robert für Die Erbschaft (Bester Serien-Hauptdarsteller)
- 2016: Robert für Die Erbschaft (Bester Serien-Hauptdarsteller)
- 2016: Robert-Nominierung für Rita (Bester Serien-Nebendarsteller)
- 2018: Robert-Nominierung für Die Erbschaft (Bester Serien-Hauptdarsteller)
- 2019: Robert-Nominierung für Liberty (Bester Serien-Hauptdarsteller)
- 2022: Robert-Nominierung für White Sands (Bester Serien-Hauptdarsteller)